# 레분정
레분정(일본어: 礼文町)은 일본 홋카이도 소야 지방 서부에 있는 정이다.

## 지리
소야 지방 서부의 동해상에 있는 레분섬 전역을 차지한다. 왓카나이시 연안에서 서쪽으로 50km 떨어진 곳에 위치한다. 둘레는 72km, 면적은 82km2이다.
일본 최북단 정으로 알려져 있다. 소야곶은 시에 있고 에토로후섬은 촌이므로 정으로는 최북단이 된다. 레분정의 프로필에는 ‘북위 45도 30분 14초, 동경 141도 4분 16초’라고 소개되어 있다. 섬은 남북으로 길고, 거의 역삼각형의 형상이다. 북부를 후나도마리(船泊), 남부를 가후카(香深)라고 부른다. 섬 서부는 절벽이 계속되어 자동차와 오토바이로는 섬 일주를 할 수 없다. 섬 동부 해안에는 홋카이도도 40호 레분토선이 남북으로 달린다.

### 기후
기후는 편서풍의 영향으로 위도에 비해서는 비교적 온화하다. 여름은 시원하고 겨울에는 영하 10℃ 전후까지 밖에 내려가지 않는다.

### 인접한 자치체
- 소야 종합진흥국
  - 왓카나이시, 리시리정, 리시리후지정

## 역사
- 1685년 - 마쓰마에번 영지 소야 장소의 부속 장소로 열렸다.
- 1878년 - 레분군의 각촌 호장사무소가 가후카에 설치되었다.
- 1892년 - 후나도마리촌(현재의 정 북부)이 분리되었다.
- 1956년 9월 20일 - 가후카촌의 재정 악화 등으로 후나도마리촌, 가후카촌이 합병(신설 합병)해 레분촌이 되었다.
- 1959년 - 정으로 승격해 레분정이 되었다.

## 경제
어업이 번성하여 일 년 내내 해산물이 풍부하다. 일본의 최북단 섬으로서 관광이 활발하다.

## 교통

### 공항
- 레분 공항(2004년 4월부터 휴업 중, 정기편 영업 중단은 왓카나이행이 영업 중단한 2003년 3월 31일)

### 항만
- 가후카항(일본어판)